# Eois mediogrisea
Eois mediogrisea är en fjärilsart som beskrevs av Paul Dognin 1912. Eois mediogrisea ingår i släktet Eois och familjen mätare. Inga underarter finns listade i Catalogue of Life.